# Карпенко, Михаил Владимирович
Михаил Владимирович Карпенко (род. 23 апреля 1976, Сальск, СССР) — российский баскетбольный тренер.

## Карьера
В детстве Карпенко занимался баскетболом под руководством своего отца — учителя физкультуры в обычной школе. У Михаила сложная родовая травма, часть мышц правой руки была парализована, поэтому он не мог одинаково владеть обеими руками при броске или дриблинге. И когда пришло время определяться, Михаил понял, что в профессиональном баскетболе на позиции атакующего защитника ему будет сложно добиться высоких результатов. Михаил ушёл из баскетбола и получил предложение продолжить карьеру в гандбольном клубе. Отыграв 4 года в Высшей лиге за «Факел» из Таганрога, в 21 год Михаилу пришлось закончить карьеру из-за тяжелых травм. Он вернулся в Сальск и вместе со старшим братом Алексеем арендовали небольшой зал и открыли секцию баскетбола.
В 2007 году Карпенко повёз своего воспитанника Романа Попова (1991 г.р.) на просмотр в саратовский «Автодор». Во время просмотра в зал зашёл президент клуба Владимир Родионов. Пообщавшись, Родионов практически сразу предложил Михаилу переехать в Саратов и поработать в системе клуба. Михаил ответил, что подумает и уехал в Сальск. Но через неделю Владимир Евстафьевич позвонил Михаилу и повторил своё предложение. За 4 года в «Автодоре» Карпенко поработал на всех тренерских должностях — начиная от тренера младшей возрастной группы до наставника клуба Суперлиги.
Завершив работу в «Автодоре» Карпенко уехал в ростовский «Атаман», где сначала работал помощником Валентина Кубракова, а затем стал главным тренером. Когда клуб из Ростова перестал существовать из-за финансовых проблем, Михаилу поступило предложение из Казахстана и он возглавил «Каспий». Успехи в «Каспии» (две бронзы чемпионата Казахстана) высоко оценили в Федерации баскетбола Казахстана и предложили возглавить национальную сборную.
Перед началом сезона 2017/2018 Карпенко стал ассистентом главного тренера в «Астане». В начале января 2018 года «Астана» расторгла контракт с главным тренером Костасом Флеваракисом и столичный клуб возглавил Карпенко. На тот момент клуб занимал предпоследнее место в турнирной таблице Единой лиги ВТБ, но под руководством Карпенко команда одержала несколько побед и до последнего тура боролась за выход в плей-офф, заняв в итоге 10 место. Кроме того, «Астана» выиграла чемпионат и Кубок страны.

После ухода из «Астаны» Карпенко покинул и должность главного тренера сборной Казахстана. Под его руководством национальная команда республики одержала 3 победы в 4 матчах первого отборочного этапа Кубка мира-2019 и досрочно квалифицировалась во второй этап, попутно одержав самую крупную победу в истории сборной в официальных играх («+33» с Катаром). По словам Карпенко, в сборной Казахстана он работал «на общественных началах», получая зарплату только в «Астане»:
Когда мой контракт с «Астаной» подошёл к концу, я предупредил представителей федерации, что бесплатно работать больше не буду. Они приняли решение оставить моего помощника — вместо того, чтобы найти возможность оплатить мои услуги. Это их выбор, но ситуация довольно странная. Вы можете представить, чтобы в сборной по футболу или хоккею тренер работал бесплатно? Более того, меня даже не поблагодарили за проделанную работу.
В ноябре 2018 года Карпенко возглавил эстонский клуб «Валга-Валка».
В мае 2019 года Карпенко был назначен главным тренером «Уралмаша», но в ноябре покинул свой пост.
Свою карьеру Карпенко продолжил в другом клубе из Екатеринбурга — «Урал».
Перед началом сезона 2020/2021 Карпенко вернулся на пост главного тренера «Каспия».

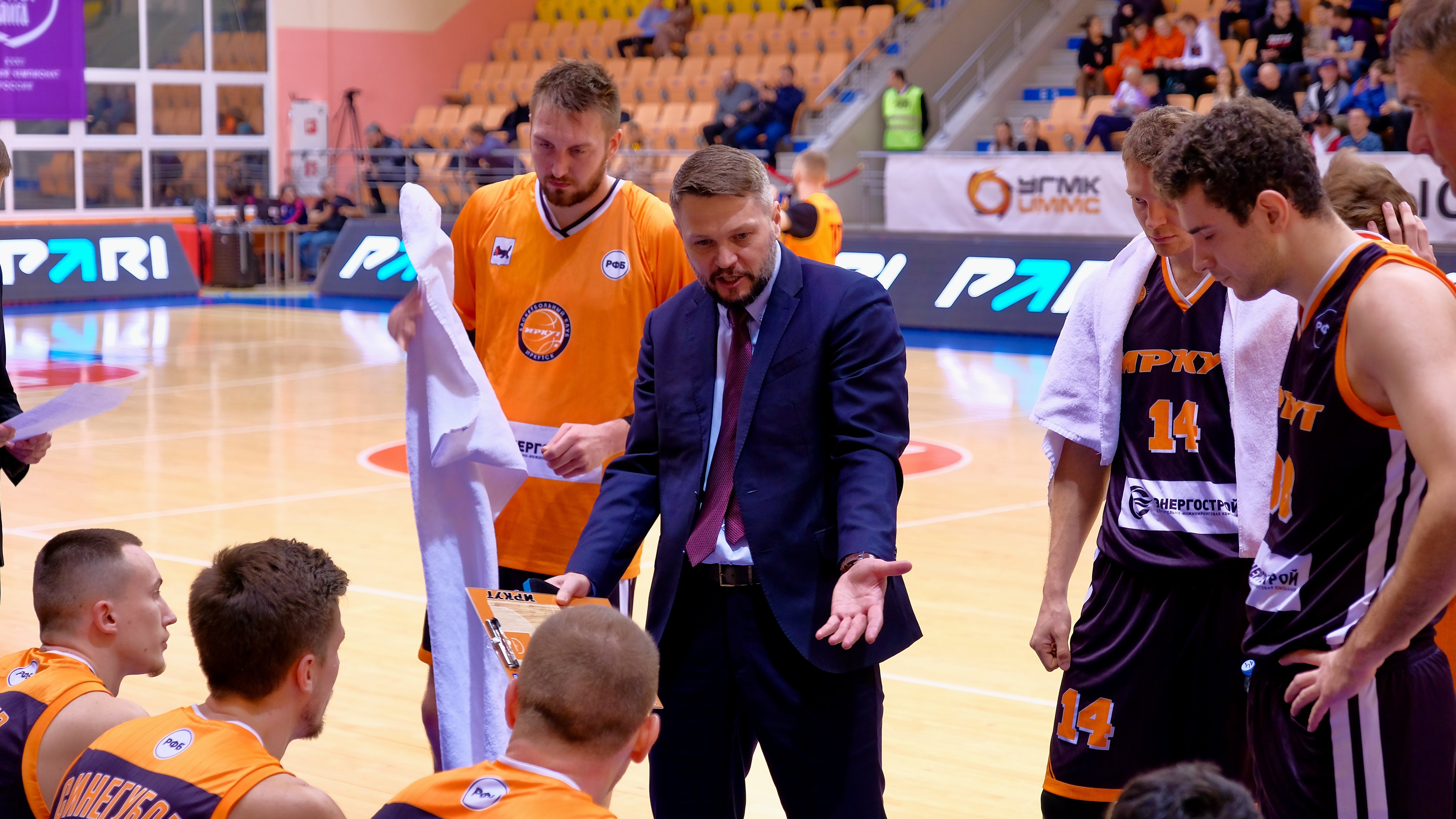
Карпенко во главе тренерского штаба «Иркута»

В мае 2021 года Карпенко возглавил «Иркут». В сезоне 2021/2022 иркутская команда вышла в 1/8 финала Кубка России, а в Суперлиге-1 финишировала на 4 месте в регулярном сезоне и пробилась в плей-офф, заняв по его итогам 5 место.
В июне 2022 года Карпенко подписал новый контракт с «Иркутом».
Летом 2023 года Карпенко назначен главным тренером МБА-МАИ.
В июле 2024 года Карпенко вошёл в тренерский штаб основной команды МБА и стал ассистентом Василия Карасёва.
В сезоне 2024/2025 Карпенко стал бронзовым призёром Кубка России.

## Достижения

### Как главный тренер
- Чемпион Казахстана: 2017/2018
- Бронзовый призёр чемпионата Казахстана (2): 2014/2015, 2016/2017
- Обладатель Кубка Казахстана: 2018

### Как ассистент главного тренера
- Бронзовый призёр Кубка России: 2024/2025